# ونگور
ونگور (به انگلیسی: Vengoor) یک روستا در هند است که در Ernakulam district واقع شده‌است.

## خصوصیات
ونگور ۱۰٬۹۷۳ نفر جمعیت دارد.